# Víctor Salas
Víctor Hugo Salas (... – 19 giugno 2016) è stato un cestista argentino.

## Carriera
Con l'Argentina ha disputato i Campionati sudamericani del 1971, vincendo il bronzo, e i Giochi panamericani del 1971.